# August Willemsen
August Willemsen (Guus voor intimi) (Amsterdam, 16 juni 1936 - aldaar, 29 november 2007) was een Nederlands vertaler van Portugese en Braziliaanse literatuur. Daarnaast heeft hij essays, dagboeken en brieven gepubliceerd. Willemsen staat bekend om zijn krachtige gebruik van het Nederlands en zijn puntgave stijl.

## Biografie
Hij was zoon van August Gottfried Heinrich Willemsen en Trijntje Bulkes. Vader vluchtte vanwege zijn NSB-verleden na Dolle Dinsdag naar Duitsland. Hij groeide op in Amsterdam-Zuid, de Achillesstraat 144; volgens de schrijver een "klotestraat" en dito milieu. Hij rondde zijn middelbare school af aan het Hervormd Lyceum Zuid aan de Brahmsstraat. Daarna nam hij pianolessen aan het Conservatorium van Amsterdam (Bachstraat); het bleek geen succes. Het lezen van het boek De binnenlanden van Euclides da Cunha inspireerde hem midden jaren zestig tot een studie Portugees. Met dan echtgenote Marie Roelfsema vertrok hij naar Brazilië en woonde vanaf 1967 (met bijdragen uit een studiebeurs) enige tijd in São Paulo; een echtscheiding volgde in 1971. Hij zou er niet permanent kunnen wonen, maar vertrek leverde steevast een terugkeer op; hetgeen zou leiden tot zijn boek Braziliaanse brieven.
Vanaf 1970 volgde een gestaag groeiend oeuvre aan vertaalwerk. Door zijn vertalingen van de Portugese dichter Fernando Pessoa raakte hij bekend als een vooraanstaand literair vertaler. In 1983 werden zijn vertalingen bekroond met de Martinus Nijhoff-prijs. In 1986 ontving hij de Lucy B. en C.W. van der Hoogtprijs voor Braziliaanse brieven. In de jaren tachtig begon een groeiend drankmisbruik zijn leven te tekenen. Willemsen woonde enige tijd in Amsterdam-Zuidoost aan Kortvoort, maar ook in Australië (schreef daarover een essaybundel). Tot zijn overlijden werkte August Willemsen aan een vertaling van het volledige werk van Pessoa. Hij zou uiteindelijk toch aan de drank ten onder gaan.